# قاشقی برفی
پپرومیا برفی (نام علمی: Peperomia nivalis) نام یک گونه از سرده قاشقی است.